# Acacia hirtipes
Acacia hirtipes är en ärtväxtart som beskrevs av William Edwin Safford.
Acacia hirtipes ingår i släktet akacior och familjen ärtväxter. Inga underarter finns listade i Catalogue of Life.